# Patrick Küng
Patrick Küng (11 gennaio 1984) è un ex sciatore alpino svizzero specialista delle prove veloci, campione iridato nella discesa libera ai Mondiali di Vail/Beaver Creek 2015.

## Biografia

### Stagioni 2000-2013
Originario di Mühlehorn di Glarona Nord e attivo in gare FIS dal dicembre del 1999, Küng ha esordito in Coppa Europa il 6 febbraio 2002 nella discesa libera di Tarvisio, piazzandosi 73º. Nel circuito continentale ha iniziato a raccogliere risultati di rilievo durante la stagione 2008-2009, quando ha ottenuto tre vittorie (tra queste la prima, che è stata anche il suo primo podio, il 17 dicembre a Patscherkofel in discesa libera), il primo posto nella classifica di discesa libera e il sesto in quella generale.
Ha esordito in Coppa del Mondo il 16 gennaio 2009 nella supercombinata di Wengen, giungendo 19º al traguardo e raccogliendo così anche i primi punti nel circuito internazionale; il 9 novembre dello stesso anno ha colto la sua ultima vittoria in Coppa Europa, a Reiteralm in supergigante, e il giorno successivo l'ultimo podio, nelle medesime località e specialità (2º). Il 10 marzo 2010 è andato per la prima volta a podio in Coppa del Mondo, giungendo 3º a pari merito con Erik Guay nella discesa libera delle finali di Garmisch-Partenkirchen. Ha esordito ai Campionati mondiali in occasione della rassegna iridata di Schladming 2013, dove si è piazzato 7º nella discesa libera e 18º nel supergigante.

### Stagioni 2014-2019
Il 7 dicembre 2013 nel supergigante di Beaver Creek ha ottenuto sulla Birds of Prey la sua prima vittoria in Coppa del Mondo e il 18 gennaio successivo ha bissato il successo imponendosi nella prestigiosa discesa libera della Lauberhorn a Wengen, sua ultima vittoria nel circuito. Nella stessa stagione ha preso parte ai suoi unici Giochi olimpici invernali (a Soči 2014 si è classificato 15º nella discesa libera e 12º nel supergigante) e ha conquistato il suo ultimo podio in Coppa del Mondo, nel supergigante di Kvitfjell del 2 marzo (2º).
Nella stagione 2014-2015 ha partecipato ai Mondiali di Vail/Beaver Creek, giungendo al 16º posto nel supergigante prima di aggiudicarsi, il 7 febbraio, la medaglia d'oro nella discesa libera. Ai successivi Mondiali di Sankt Moritz 2017, sua ultima presenza iridata, si è classificato 4º nella discesa libera e 22º nel supergigante. Si è ritirato nel corso della stagione 2018-2019: la sua ultima gara in carriera è stata la discesa libera di Coppa del Mondo di Bormio del 28 dicembre (12º).

## Palmarès

### Mondiali
- 1 medaglia:
  - 1 oro (discesa libera a Vail/Beaver Creek 2015)

### Coppa del Mondo
- Miglior piazzamento in classifica generale: 10º nel 2014
- 5 podi:
  - 2 vittorie
  - 2 secondi posti
  - 1 terzo posto

#### Coppa del Mondo - vittorie
| Data            | Località     | Paese       | Specialità |
| --------------- | ------------ | ----------- | ---------- |
| 7 dicembre 2013 | Beaver Creek | Stati Uniti | SG         |
| 18 gennaio 2014 | Wengen       | Svizzera    | DH         |

Legenda:

DH = discesa libera

SG = supergigante

### Coppa Europa
- Miglior piazzamento in classifica generale: 6º nel 2009
- Vincitore della classifica di discesa libera nel 2009
- 5 podi:
  - 4 vittorie
  - 1 secondo posto

#### Coppa Europa - vittorie
| Data             | Località      | Paese   | Specialità |
| ---------------- | ------------- | ------- | ---------- |
| 17 dicembre 2008 | Patscherkofel | Austria | DH         |
| 28 gennaio 2009  | Les Orres     | Francia | DH         |
| 28 gennaio 2009  | Les Orres     | Francia | DH         |
| 9 novembre 2009  | Reiteralm     | Austria | SG         |

Legenda:

DH = discesa libera

SG = supergigante

#### Coppa Europa - gare a squadre
- 1 podio:
  - 1 terzo posto

### Campionati svizzeri
- 6 medaglie[1]:
  - 1 oro (discesa libera nel 2010)
  - 1 argento (discesa libera nel 2009)
  - 4 bronzi (combinata[senza fonte] nel 2004; discesa libera nel 2011; discesa libera nel 2014; discesa libera nel 2015)